# آتش‌سوزی مترو دئگو
آتش‌سوزی مترو دئگو در ۱۸ فوریه ۲۰۰۳ اتفاق افتاد؛ وقتی‌که فرد مهاجم اقدام به آتش‌افروزی عمدی در یک از قطارهای مترو دئگو در دئگو، کره جنوبی کرد و در نتیجهٔ آن ۱۹۲ نفر کشته و ۱۵۱ نفر را مجروح کرد. ظرف چند دقیقه آتش‌سوزی در دو قطار پخش شده بود. این حادثه تاکنون مرگبارترین حادثهٔ عمدی در تاریخ دموکراتیک کره است.

## آتش‌افروز
مهاجم، کیم دائه‌هان (هانگول: 김대한)، یک رانندهٔ سابق تاکسی ۵۶ سالهٔ بیکار بود که در نوامبر ۲۰۰۱ دچار سکته مغزی شد که او را تا حدی فلج کرد. کیم از معالجهٔ پزشکی خود ناراضی بود و ابراز خشم و افسردگی می‌کرد. او بعداً به پلیس گفت که می‌خواسته خود را بکشد، اما ترجیح داده اینکار را در جایی شلوغ انجام دهد. به گفته بیشتر افراد، صبح روز ۱۸ فوریه، او سوار قطار شمارهٔ ۱۰۷۹ در خط ۱ به سمت ایستگاه دائه‌گوک شد. شاهدان اضافه می‌کنند که کیم یک کیف با محتوای دو کارتن سبز شیر که با مایعات قابل اشتعال، احتمالاً تینر یا بنزین، پر شده بودند حمل می‌کرد.

## ایجاد حریق
وقتی قطار حوالی ساعت ۹:۵۳ صبح از ایستگاه بانوولدنگ خارج شد، کیم شروع به بازی کردن با کارتن‌ها و یک فندک سیگار کرد و مسافران دیگری که سعی داشتند جلوی او را بگیرند، تهدید کرد. در بین درگیری، یکی از کارتن‌ها ریخت و محتویات مایع آن در حالی آتش گرفت که قطار به ایستگاه جانگانگنو در مرکز شهر دئگو رسیده بود. کیم که کمر و پاهایش آتش گرفته بود، توانست همراه بسیاری از مسافران قطار ۱۰۷۹ فرار کند، اما طی دو دقیقه آتش به هر شش واگن گسترش یافت. آتش‌سوزی به سرعت در عایقِ بین لایه‌های آلومینیوم که پوستهٔ واگن‌ها را تشکیل می‌دهند، مواد وینیل و پلاستیک موجود در کوسن‌های صندلی و دسته‌های تسمه‌ای و پلاستیک‌های سنگین روی کفها پخش شد، و در اثر آتش‌سوزی دود غلیظی ایجاد کرد.

### خطاهایی که فاجعه را شدت بخشید

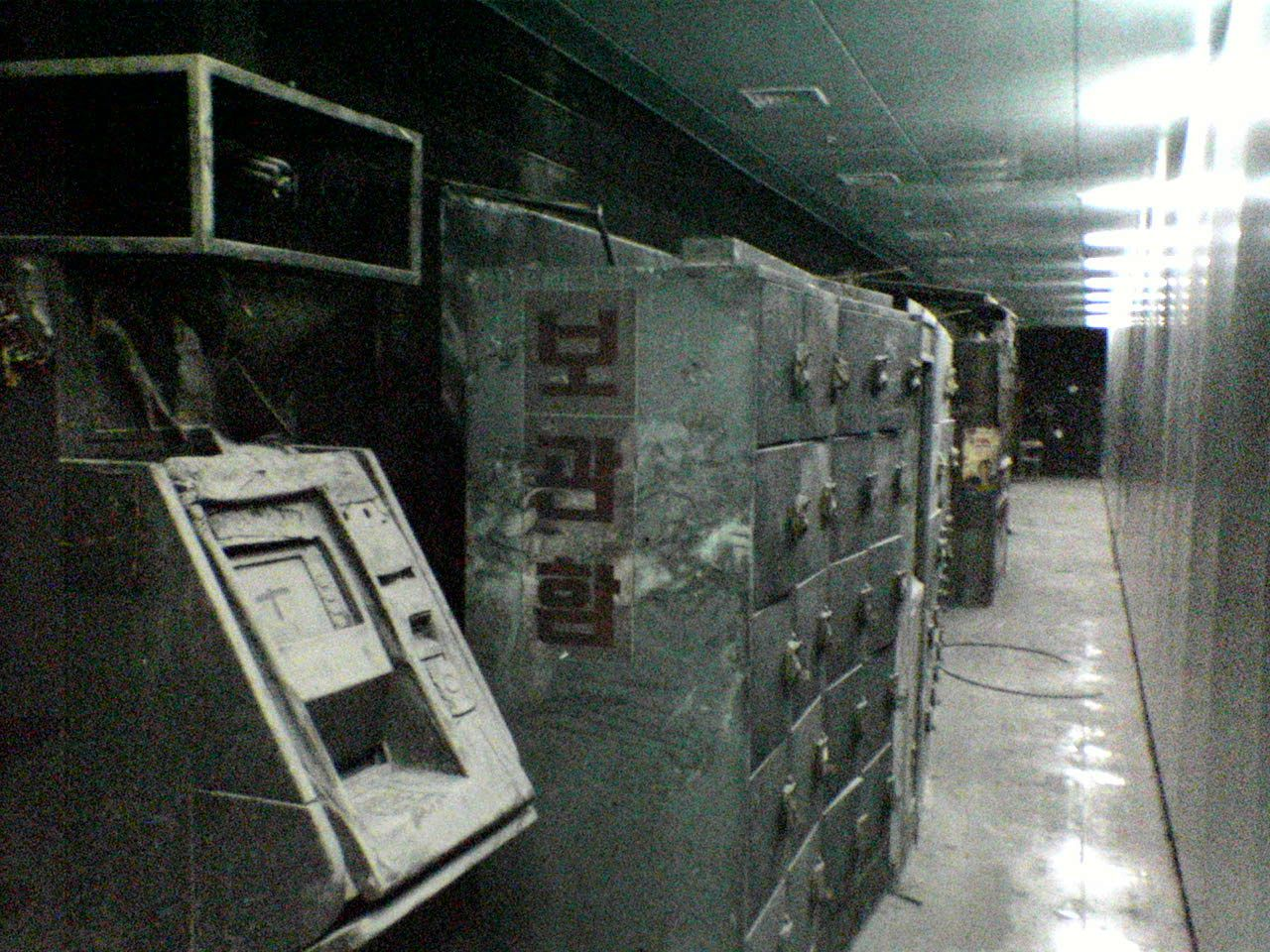
صندوق‌ها و دستگاه‌های خودپردازی که در اثر دود آسیب دیدن

اپراتور قطار، چویی جئونگ‌هوان (هانگول: 최정환) نتوانست بلافاصله مقامات مترو را از آتش‌سوزی مطلع کند.
مقامات مترو که دود را از دوربین مدار بسته دیده بودند، به اپراتور قطار ۱۰۸۰، چویی سانگ‌یئول (هانگول: 최성열)، توصیه کردند که با احتیاط به ایستگاه وارد شود چون آتش‌سوزی وجود دارد. قطار ۱۰۸۰ وارد ایستگاه جانگانگنو شد و تقریباً چهار دقیقه بعد کنار قطار سوزان ۱۰۷۹ متوقف شد. درها فقط برای مدت کوتاهی باز شدند سپس بسته شدند، احتمالاً برای بیرون نگه داشتن دود سمی‌ای که ایستگاه را پر کرده بود. اندکی پس از ورود قطار ۱۰۸۰، یک شناساگر خودکار آتش منبع تغذیهٔ برق هر دو قطار را خاموش کرد و مانع خروج قطار ۱۰۸۰ از ایستگاه شد.
رونوشت‌ها نشان می‌دهد که چویی سانگ‌یئول سه‌بار به مسافران اعلام می‌کند که تا رسیدن مقامات بالاتر در جا خود بمانند. سرانجام به او توصیه شد که «سریع، به جای دیگری فرار کن. برو بالا… موتور را خاموش کن و برو.» چویی سپس درها را باز کرد و فرار کرد. اما در حین انجام این کار کلید اصلی را خارج کرد که منجر به خاموش شدن باتری‌های مربوط به درها شد و عملاً مسافران را در داخل قطار حبس کرد. تحقیقات بعدی نشان داد ۷۹ مسافر در قطار ۱۰۸۰ به دام افتاده و همان‌جا فوت کردند.
تجهیزات نامناسب اورژانس نیز این فاجعه را بدتر کرد. قطارهای مترو دئگو به کپسول آتش‌نشانی مجهز نبودند و ایستگاه‌ها فاقد آبپاش و روشنایی اضطراری بودند. بسیاری از قربانیان در ایستگاه زیرزمینی تاریک و پر از دود دچار بی‌نظمی شدند و در جستجوی راه خروج، به دلیل اختناق درگذشتند. سیستم‌های تهویه اضطراری نیز ناکافی بودند. بیش از ۱۳۰۰ پرسنل آتش‌نشانی و اورژانس وارد عمل شدند و خود آتش در حدود ساعت ۱:۳۸ بعد از ظهر خاموش شد؛ با این حال، سمی بودن دود مانع از ورود آنها به ایستگاه تا ساعت پنج عصر شد.

## قربانیان
شدت آتش‌سوزی ارزیابی دقیق تعداد قربانیان را دشوار ساخت. بسیاری از آنها دچار سوختگی شدید شده بودند که شناسایی را سخت می‌کرد؛ حتی بسیاری از آنها به استخوان سوختگی دچار شدند و برای شناسایی به تست ژنتیک نیاز داشتند. در مجموع مرگ ۱۹۲ نفر تأیید شد. از اجساد کشف شده، ۱۸۵ نفر قابل شناسایی بودند. شش نفر در ابتدا قابل شناسایی نبودند که سه مورد از آنها با استفاده از تست ژنتیک کشف شدند یک نفر نیز با استفاده از وسایلش شناخته شد اما هرگز بقایایش پیدا نشد.
از آنجا که این حادثه در اواخر ساعت شلوغی صبح رخ داده بود، بیشتر قربانیان دانش‌آموزان یا زنان جوانی بودند که در فروشگاه‌های مرکز شهر کار می‌کردند. بسیاری از افراد توانستند با تلفن‌های همراه خود با عزیزانشان تماس بگیرند. اپراتورهای تلفن همراه نیز تماس‌های گرفته شده یا تلاش برای ایجاد تماس را در اختیار مقامات گذاشتند تا به روند شناسایی افراد حاضر در محل حادثه کمک کنند.

## تحقیق و سرپوش گذاشتن
مکان چویی سانگ‌یئول ۱۰ ساعت پس از حادثه مشخص نبود و محققان بعداً فهمیدند که وی در این مدت با مقامات شرکت مترو ارتباط برقرار کرده‌است. کلید اصلی قطار ۱۰۸۰ در دفتری در انبار قطار آنسیم پیدا شد. حذف‌شدگی هایی متن ارتباطات رادیویی نیز ظن تلاش برای سرپوش گذاشتن را افزایش داد.
در تاریخ ۲۶ فوریه ۲۰۰۳، مقامات کیم دائه‌هان را که برای معالجه به بیمارستان گریخته بودند، دستگیر کردند. آنها همچنین چویی و شش مقام از شرکت مترو دائگو را دستگیر کردند؛ رئیس آن در همان روز اخراج شد.

## عواقب بعدی

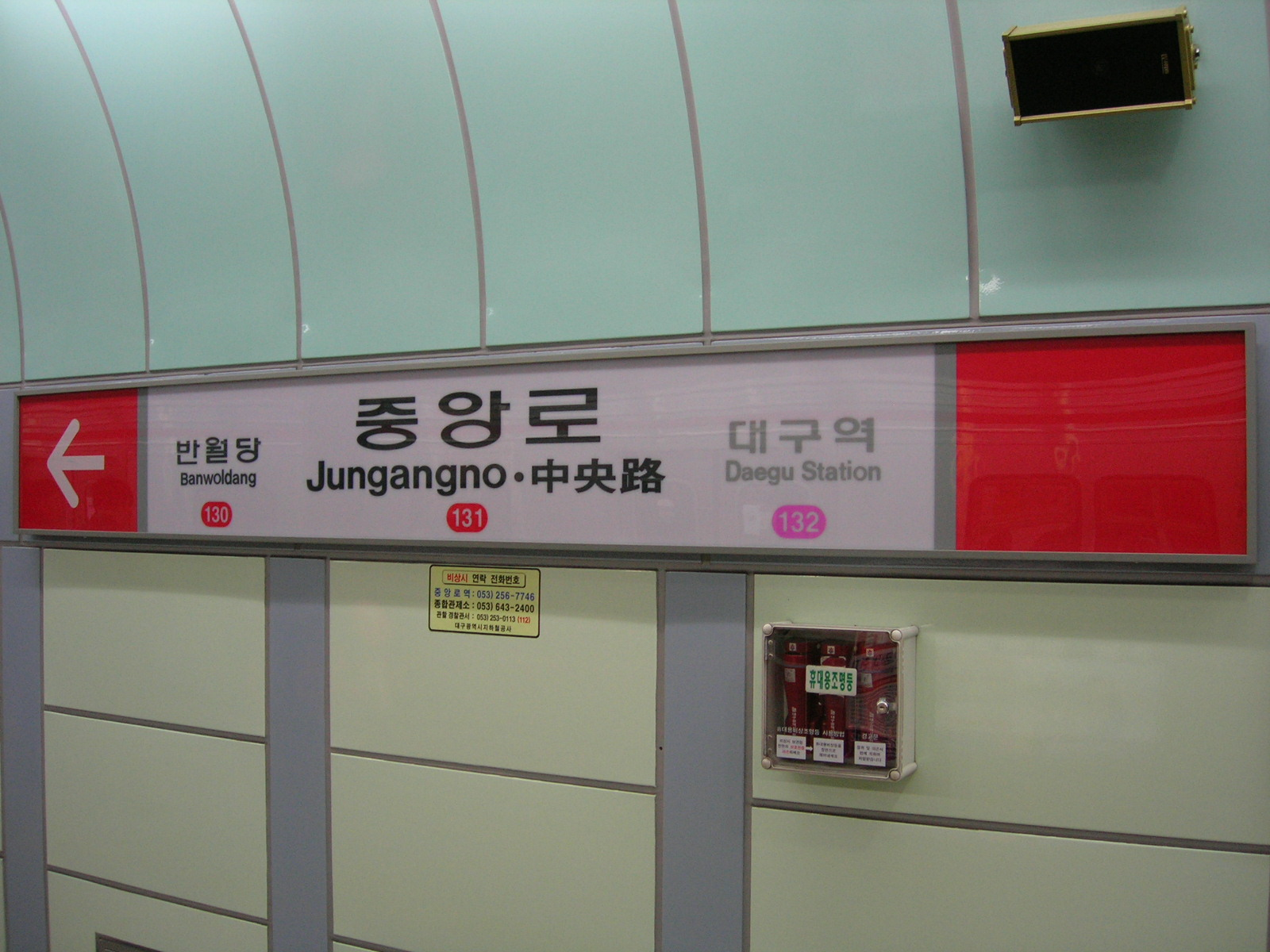
ایستگاه بازسازی شده جانگانگنو - ۴ سال بعد

این حادثه باعث ایجاد سیل همدردی و عصبانیت از سرتاسر کره جنوبی و جامعهٔ بین‌المللی شد.
مقامات قول دادند که تجهیزات ایمنی بهتری را در ایستگاه‌های مترو نصب کنند و مواد شیمیایی مقاوم آتش را روی فضای داخلی قطارهای مترو دئگو اسپری کنند. شش ایستگاه برای نوسازی از رده خارج شده و در آوریل ۲۰۰۳ بازسازی شدند. بسیاری این فاجعه را «ننگ ملی» دانستند و بحث در مورد اینکه آیا کره جنوبی در طی صنعتی شدن سریع، صرفه‌جویی‌های امنیتی بیش از حد کرده‌است، برانگیخته شد. چند قطار مترو در سراسر کشور متعاقباً برای بهبود استانداردهای مقاوم در برابر آتش در طی چند سال پس از این سانحه مرمت شدند.
در ۷ اوت، دادگاه دئگو چویی سانگ‌یئول، اپراتور قطار ۱۰۸۰ و چویی جئونگ‌هوان، اپراتور قطار ۱۰۷۹ را به جرم سهل انگاری کیفری، به ترتیب به ۵ و ۴ سال حبس محکوم کرد. کیم دائه‌هان به جرم آتش‌افروزی و قتل عمد محکوم شد. اگرچه دادستان پرونده دادگاه را برای مجازات اعدام، که توسط خانواده‌های قربانیان نیز حمایت می‌شد، تحت فشار قرار داده بود اما دادگاه به دلیل ندامت و بی‌ثباتی روانی کیم دائه‌هان، وی را به حبس ابد محکوم کرد. کیم بر اثر یک بیماری مزمن در ۳۱ اوت ۲۰۰۴، در شهر جینجو، جایی که تحت معالجه پزشکی قرار گرفته بود و در زندان درگذشت.
در دسامبر سال ۲۰۰۸، پارک ایمنی محور دئگو افتتاح شد. هدف این پارک این است که ایمنی را به ساکنان دئگو آموزش دهد.